# Siévoz
Siévoz (prononcer [sjevo], Siévot) est une commune française située dans le département de l'Isère en région Auvergne-Rhône-Alpes.

## Géographie

### Situation et description
La commune de Siévoz est située sur un petit plateau encadré par les gorges de la Roizonne au nord et à l'ouest, celles de la Bonne au sud, et, à l'est, le sommet de Rousillon (alt. 1 562 m.), extrémité d'une arête descendant du Coiro (alt. 2 606 m.), au sud-ouest du massif du Taillefer.
À vol d'oiseau, Siévoz est à 4 kilomètres à l'est de la Mure, mais en est séparé par les gorges des deux rivières qui l'entourent.

### Géologie
Le territoire de Siévoz, situé au débouché de la vallée de la Bonne, a subi activement toute l'histoire glaciaire avec ses arasements aux avancées, ses dépôts aux reculs et surtout l'action des torrents glaciaires.

### Communes limitrophes
La commune de Siévoz compte six communes limitrophes

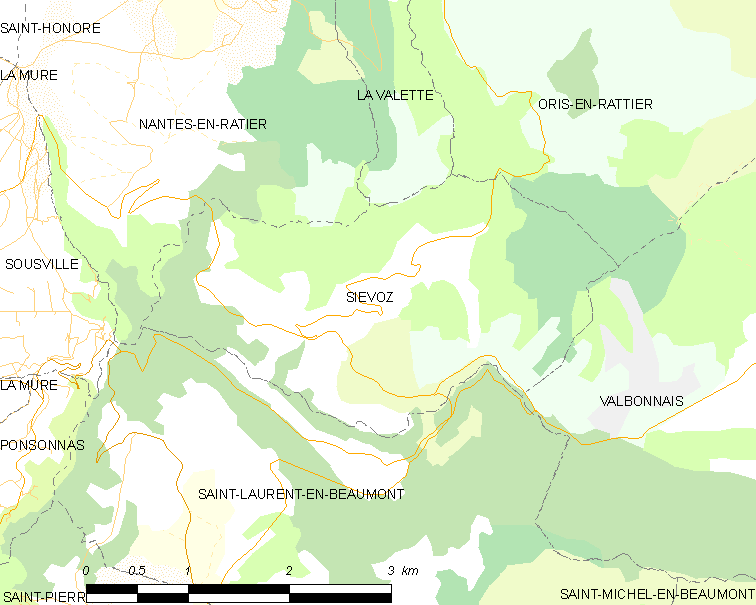
Cliquer sur la carte pour l'agrandir

| Nantes-en-Ratier | La Valette                | Oris-en-Rattier |
| Sousville        | Siévoz                    | Valbonnais      |
|                  | Saint-Laurent-en-Beaumont |                 |

### Climat
Pour des articles plus généraux, voir Climat d'Auvergne-Rhône-Alpes et Climat de l'Isère.
En 2010, le climat de la commune est de type climat des marges montargnardes, selon une étude du Centre national de la recherche scientifique s'appuyant sur une série de données couvrant la période 1971-2000. En 2020, Météo-France publie une typologie des climats de la France métropolitaine dans laquelle la commune est exposée à un climat de montagne ou de marges de montagne et est dans la région climatique Alpes du sud, caractérisée par une pluviométrie annuelle de 850 à 1 000 mm, minimale en été.
Pour la période 1971-2000, la température annuelle moyenne est de 9,6 °C, avec une amplitude thermique annuelle de 17,9 °C. Le cumul annuel moyen de précipitations est de 971 mm, avec 9 jours de précipitations en janvier et 6 jours en juillet. Pour la période 1991-2020, la température moyenne annuelle observée sur la station météorologique de Météo-France la plus proche, « La Mure-radome », sur la commune de La Mure à 4 km à vol d'oiseau, est de 8,5 °C et le cumul annuel moyen de précipitations est de 948,6 mm,. Pour l'avenir, les paramètres climatiques de la commune estimés pour 2050 selon différents scénarios d'émission de gaz à effet de serre sont consultables sur un site dédié publié par Météo-France en novembre 2022.

### Hydrographie
Le territoire de la commune est encadré par la vallée de la Bonne, un affluent du Drac et de la Roizonne, son affluent et donc sous affluent du Drac, deux torrents alpins.

### Voies de communication
La commune est située à l'écart des grands axes de communication. Son territoire est uniquement traversé par la route départementale 26 qui permet de relier les villages de Nantes-en-Rattier et de Valbonnais.

## Urbanisme

### Typologie
Au 1er janvier 2024, Siévoz est catégorisée commune rurale à habitat dispersé, selon la nouvelle grille communale de densité à sept niveaux définie par l'Insee en 2022.
Elle est située hors unité urbaine. Par ailleurs la commune fait partie de l'aire d'attraction de Grenoble, dont elle est une commune de la couronne,. Cette aire, qui regroupe 204 communes, est catégorisée dans les aires de 700 000 habitants ou plus (hors Paris),.

### Occupation des sols
L'occupation des sols de la commune, telle qu'elle ressort de la base de données européenne d’occupation biophysique des sols Corine Land Cover (CLC), est marquée par l'importance des forêts et milieux semi-naturels (71 % en 2018), en augmentation par rapport à 1990 (67,1 %). La répartition détaillée en 2018 est la suivante : 
forêts (53,3 %), prairies (29 %), milieux à végétation arbustive et/ou herbacée (9,3 %), espaces ouverts, sans ou avec peu de végétation (8,4 %). L'évolution de l’occupation des sols de la commune et de ses infrastructures peut être observée sur les différentes représentations cartographiques du territoire : la carte de Cassini (XVIIIe siècle), la carte d'état-major (1820-1866) et les cartes ou photos aériennes de l'IGN pour la période actuelle (1950 à aujourd'hui).

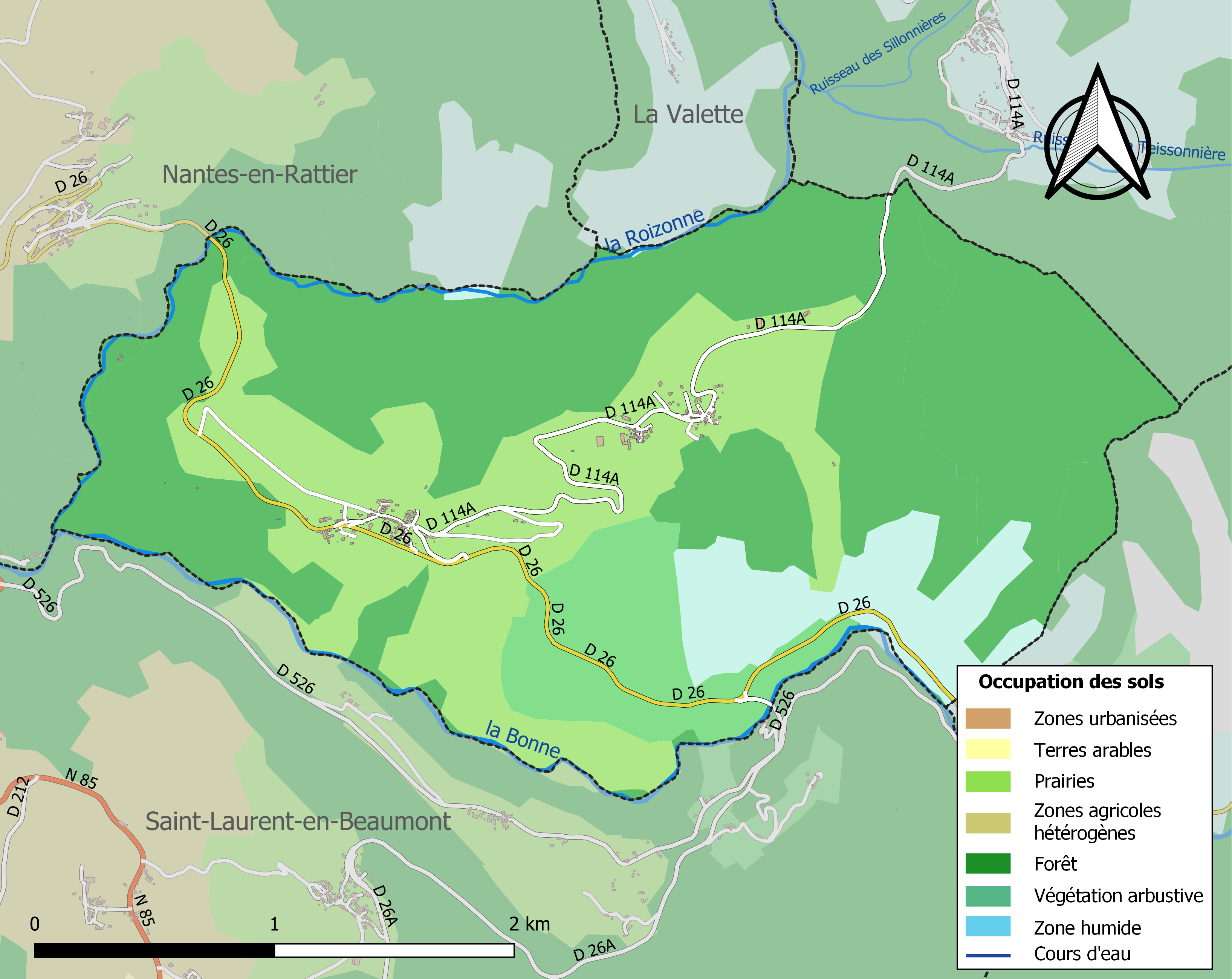
Carte des infrastructures et de l'occupation des sols de la commune en 2018 (CLC).

### Risques naturels et technologiques

#### Risques sismiques
L'ensemble du territoire de la commune de Siévoz est situé en zone de sismicité no 3, dite « modérée » (sur une échelle de 1 à 5), comme la plupart des communes de son secteur géographique. Son territoire se situe cependant au sud de la limite d'une zone sismique classifiée de « moyenne ».
| Type de zone | Niveau            | Définitions (bâtiment à risque normal) |
| ------------ | ----------------- | -------------------------------------- |
| Zone 3       | Sismicité modérée | accélération = 1,1 m/s2                |

## Histoire
Dans les années 1920, une voie ferrée est construite sur la commune. Il s'agit d'un embranchement de la ligne de chemin de fer de La Mure à Corps, à destination de Valbonnais. Une gare est construite, ainsi que deux grands viaducs, l'un à l'entrée ouest de la commune et l'autre à la sortie est, sous la direction de l'ingénieur Paul Séjourné. En 1928 la commune est ainsi désenclavée. Mais la ligne n'est exploitée que jusqu'en 1952. La plateforme abandonnée est alors reprise en route (D 26), et les viaducs ferroviaires en viaducs routiers, ce qui facilite grandement les communications.

## Politique et administration

### Liste des maires
| Période                                  | Période   | Identité              | Étiquette | Qualité       |
| ---------------------------------------- | --------- | --------------------- | --------- | ------------- |
| Les données manquantes sont à compléter. |           |                       |           |               |
| mars 2001                                | mars 2014 | Carole Meglioli       |           |               |
| mars 2014                                | En cours  | M. Dominique Le Traou | SE        | Fonctionnaire |

### Tendances politiques et résultats
La commune ayant moins de 1000 habitants, 11 conseillers doivent être élus au scrutin plurinominal. 11 candidats se sont déclarés (9 hommes et 2 femmes). Le 1er tour a lieu le 15 mars.
Résultats :
- électeurs inscrits : 117
- votants : 77, soit 67,54% des inscrits
- exprimés : 77, soit 100% des votants
- chacun des 11 candidats a obtenu plus de la moitié des suffrages, tous sont donc élus.

Il n'y a pas lieu à un second tour.
Du fait de la pandémie de Covid-19, l'élection du maire a été reportée au ... juillet.

## Population et société

### Démographie
L'évolution du nombre d'habitants est connue à travers les recensements de la population effectués dans la commune depuis 1793. Pour les communes de moins de 10 000 habitants, une enquête de recensement portant sur toute la population est réalisée tous les cinq ans, les populations de référence des années intermédiaires étant quant à elles estimées par interpolation ou extrapolation. Pour la commune, le premier recensement exhaustif entrant dans le cadre du nouveau dispositif a été réalisé en 2004.

En 2022, la commune comptait 134 habitants, en évolution de −2,9 % par rapport à 2016 (Isère : +3,07 %, France hors Mayotte : +2,11 %).
| 1793 | 1800 | 1806 | 1821 | 1831 | 1836 | 1841 | 1846 | 1851 |
| ---- | ---- | ---- | ---- | ---- | ---- | ---- | ---- | ---- |
| 310  | 196  | 356  | 364  | 321  | 222  | 316  | 365  | 320  |

| 1856 | 1861 | 1866 | 1872 | 1876 | 1881 | 1886 | 1891 | 1896 |
| ---- | ---- | ---- | ---- | ---- | ---- | ---- | ---- | ---- |
| 302  | 313  | 300  | 277  | 285  | 285  | 294  | 269  | 297  |

| 1901 | 1906 | 1911 | 1921 | 1926 | 1931 | 1936 | 1946 | 1954 |
| ---- | ---- | ---- | ---- | ---- | ---- | ---- | ---- | ---- |
| 266  | 339  | 223  | 205  | 192  | 204  | 182  | 165  | 172  |

| 1962 | 1968 | 1975 | 1982 | 1990 | 1999 | 2004 | 2006 | 2009 |
| ---- | ---- | ---- | ---- | ---- | ---- | ---- | ---- | ---- |
| 145  | 140  | 107  | 102  | 102  | 116  | 131  | 132  | 124  |

| 2014 | 2019 | 2022 | - | - | - | - | - | - |
| ---- | ---- | ---- | - | - | - | - | - | - |
| 132  | 133  | 134  | - | - | - | - | - | - |

### Enseignement
La commune est rattachée à l'académie de Grenoble.

### Médias
Historiquement, le quotidien régional Le Dauphiné libéré consacre, chaque jour, y compris le dimanche, dans son édition de Romanche et Oisans, un ou plusieurs articles à l'actualité de la communauté de communes, du canton, ainsi que des informations sur les éventuelles manifestations locales.
La commune est située sur l'aire de diffusion de radio Ici Isère, une radio publique qui émet sur tout le territoire du département de l'Isère.

### Cultes
La communauté catholique et l'église paroissiale de Siévoz (propriété de la commune) dépendent de la paroisse Saint Pierre Julien Eymard qui rassemble un grand nombre de villages autour de la cité de La Mure. Cette paroisse est rattachée au diocèse de Grenoble-Vienne.

## Économie

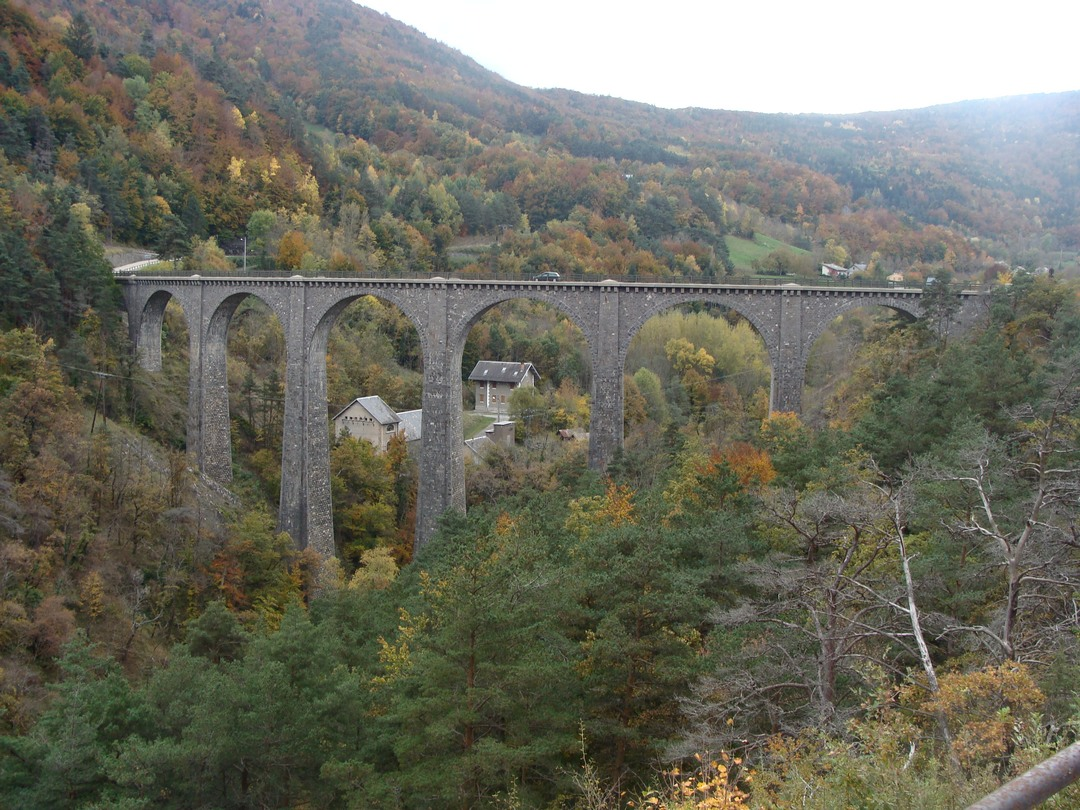
Le viaduc de la Bonne

## Culture et patrimoine

### Lieux et monuments
- Église paroissiale Saint-Jean-Baptiste de Siévoz, construite à la fin du XIXe siècle en remplacement de l'ancienne église datant du Moyen Âge fermée à la fin du XVIIe siècle par le cardinal Étienne Le Camus en raison de sa vétusté[23].
- Le Viaduc de la Bonne, à la limite est de la commune, et le viaduc de la Roizonne, à l'ouest, anciens viaducs ferroviaires de la ligne de chemin de fer de La Mure à Corps, transformés en viaducs routiers. Deux des tout derniers viaducs en maçonnerie construits en France.

### Personnalités liées à la commune
Paul Séjourné (1851 - 1939), ingénieur, concepteur d'ouvrages d'art, notamment ferroviaires. Il a dirigé, entre 1921 et 1928, la construction des viaducs de la Roizonne et de la Bonne.

### Héraldique
|  | Siévoz possède des armoiries dont l'origine et le blasonnement exact ne sont pas disponibles. |